# Carlos Isaac Muñoz
Carlos Isaac Muñoz (Navalmoral de la Mata, 30 april 1998) is een Spaans voetballer die als rechtsback speelt. Hij stroomde in 2018 door vanuit de jeugd van Atlético Madrid.

## Clubcarrière
Muñoz werd geboren in Navalmoral de la Mata en speelde in de jeugd bij onder meer Atlético Madrid. In 2017 maakte hij zijn opwachting in het tweede elftal. Op 1 april 2018 debuteerde hij in de Primera División in de thuiswedstrijd tegen Deportivo de La Coruña. Muñoz startte in de basiself en werd na 64 minuten vervangen voor Diego Costa.